# Las Santas Mujeres ante la Tumba de Cristo (Annibale Carracci)

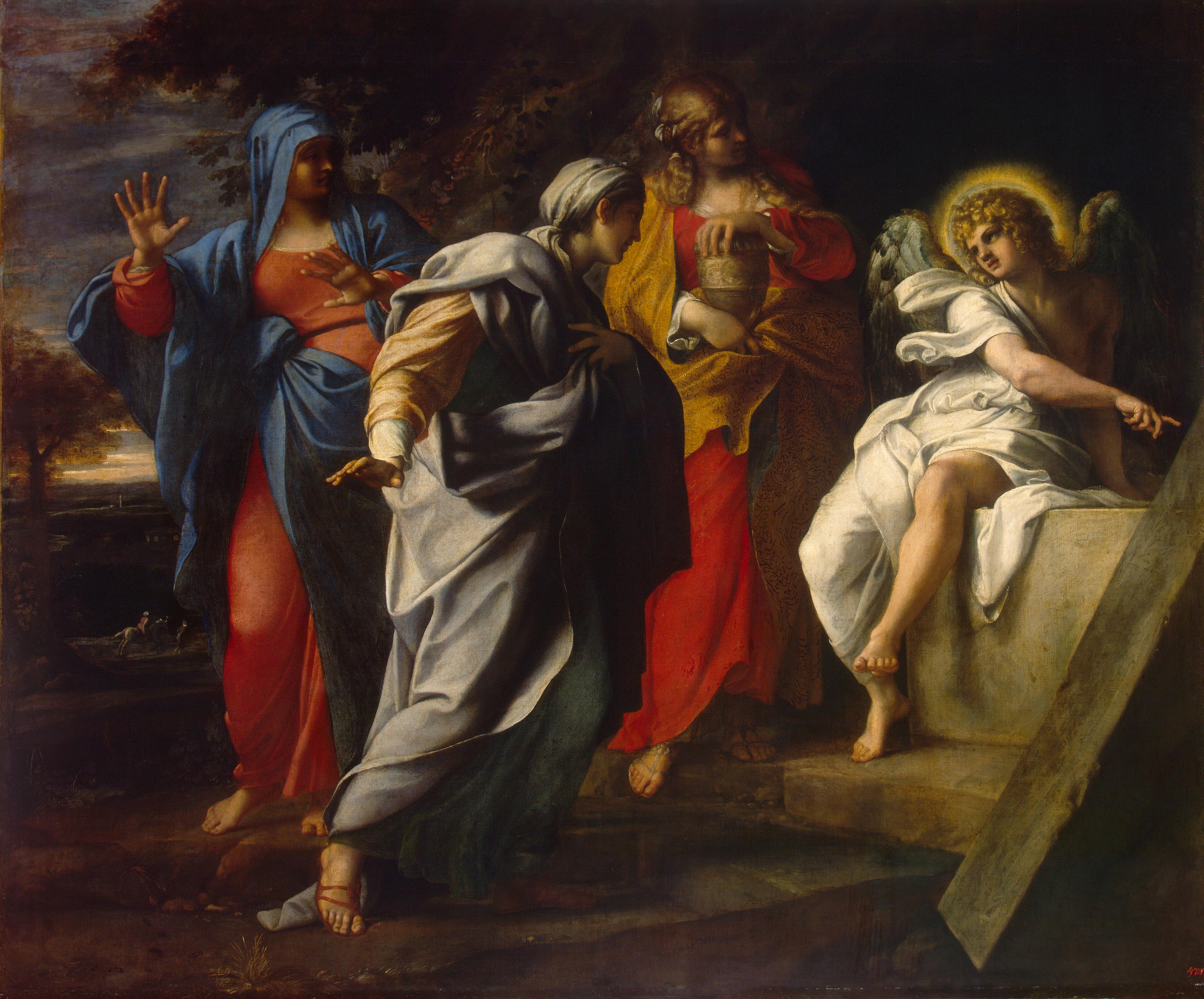
Las Santas Mujeres ante la Tumba de Cristo (c. 1600) de Annibale Carracci

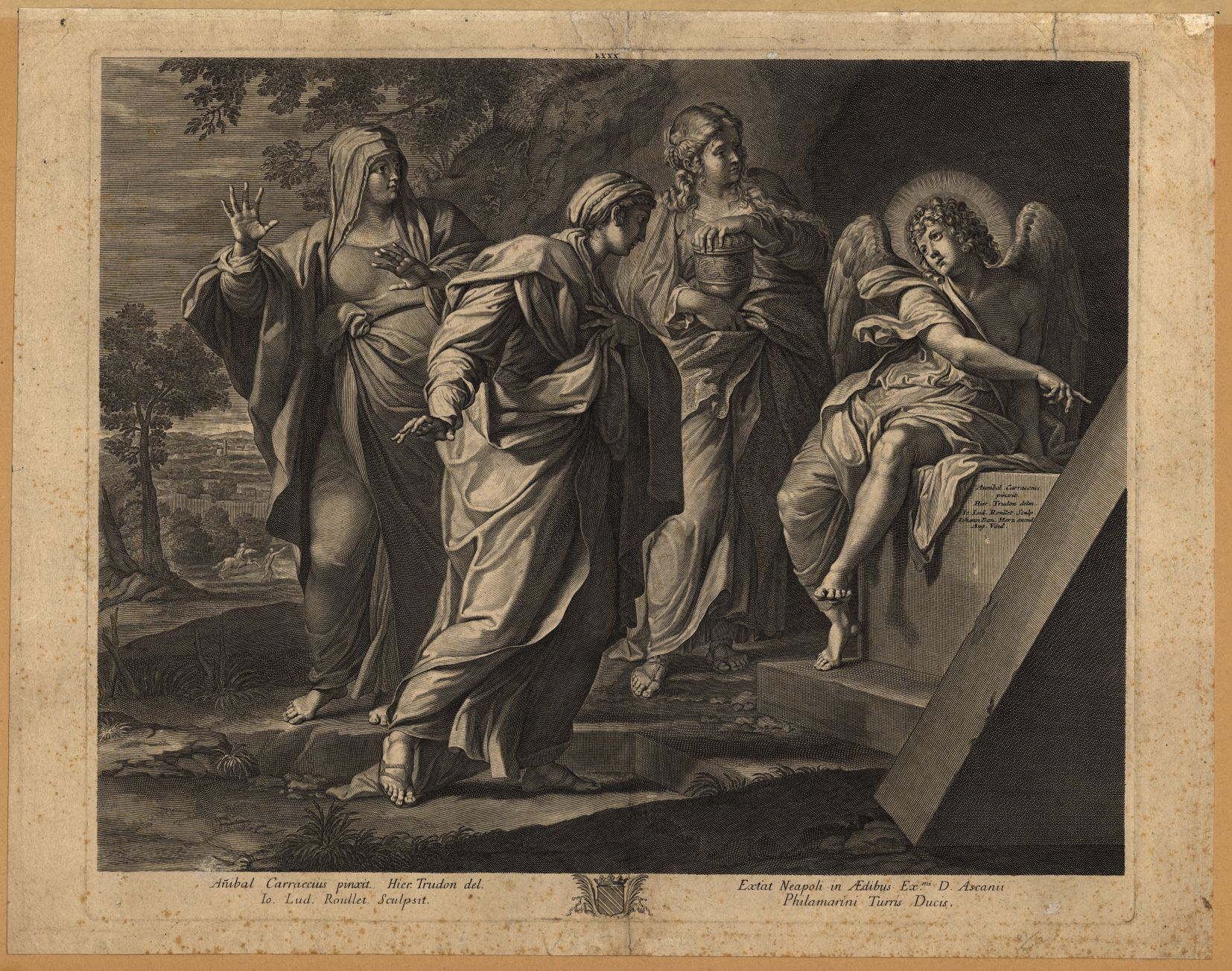
Impresión posterior de Jean-Louis Roullet, 1680-1695

Las Santas Mujeres ante la Tumba de Cristo o Las Tres Marías en la Tumba es un óleo sobre lienzo realizado en 1598 por el pintor italiano Annibale Carracci. Se encuentra en el Museo del Hermitage, San Petersburgo, el cual lo adquirió en 1836.

## Historia
La pintura fue encargada por Lelio Pasqualini (1549-1611), un nativo de Bolonia que residía en Roma, donde era canónigo en la Basílica de Santa María la Mayor. La composición inusual de la obra puede guardar relación con los intereses anticuados de Pasqualini, pues este poseía una de las más grandes colecciones de arte por entonces. Especialmente en esta obra se puede observar la influencia de la escultura clásica de Rafael, particularmente de los últimos cartones del artista para los tapices del Vaticano. Esto es típico de su estilo en Roma, pero aun así está relacionado con sus primeras obras: el vestido rojo y dorado de María Magdalena es casi idéntico al del de la Buena Fortuna en su Alegoría a la Verdad y el Tiempo, pintado quince años atrás.

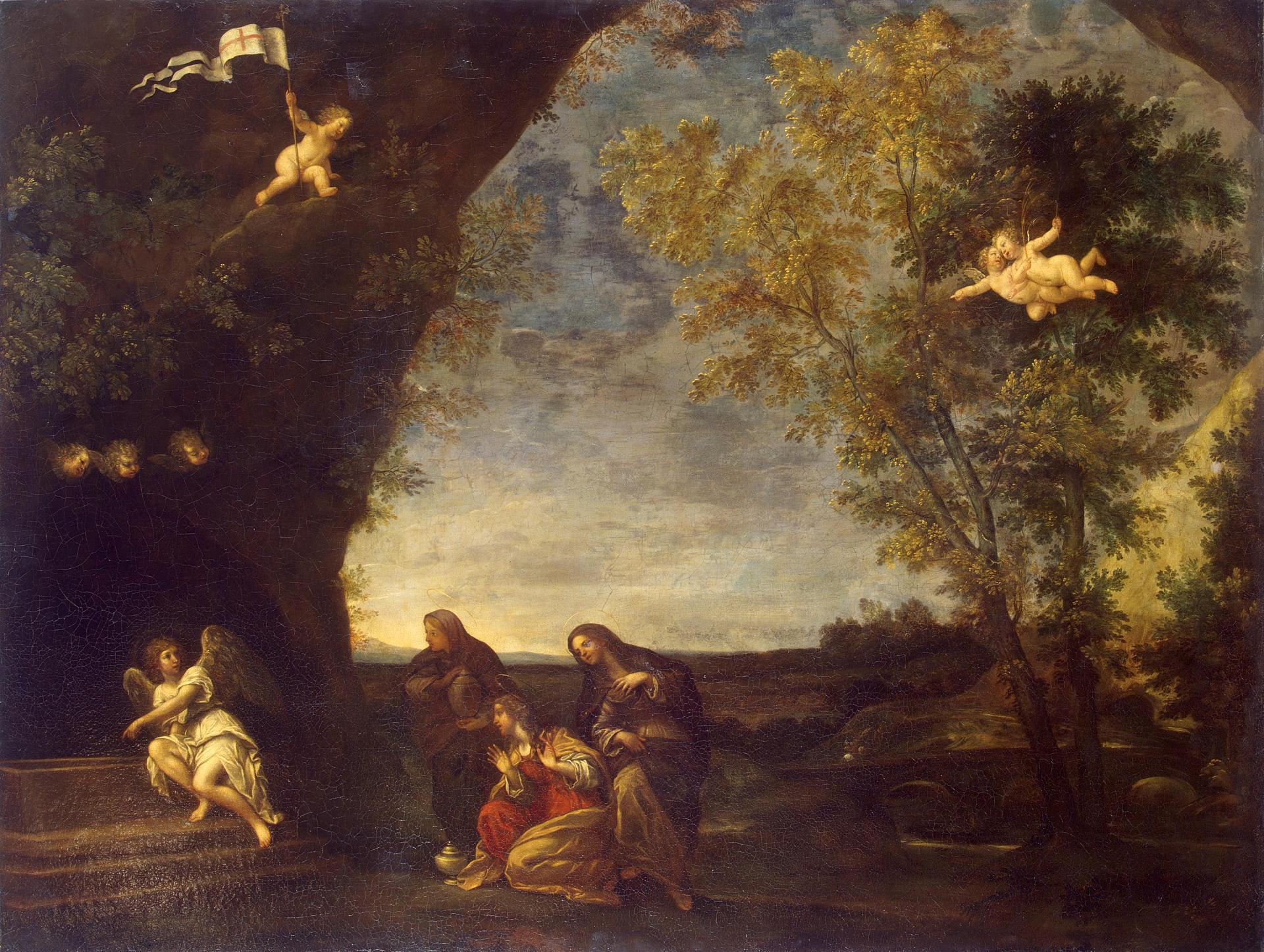
Las mujeres piadosas ante la tumba, 1604-1605, del alumno de Annibale, Francesco Albani, también en el Hermitage

El historiador de arte Carlo Cesare Malvasia escribió en su Felsina Pittrice (1678) que había visto la obra en Nápoles, más específicamente en la casa del Duque della Torre, sobrino del Cardenal Filomarino, arzobispo de la ciudad. Más adelante, se sabe que el cuadro pasó por manos de diversos duques y cardenales, incluyendo a Lucien Bonaparte, llegando finalmente hasta su actual poseedor, el Museo del Hermitage.